# Juan Francisco Arnaldo Isasi
Juan Francisco Arnaldo Isasi (falecido em 1661) foi um prelado católico romano que serviu como bispo de Porto Rico (1656–1661).

## Biografia
Juan Francisco Arnaldo Isasi nasceu na Jamaica. A 29 de maio de 1656, foi nomeado pelo Rei da Espanha e confirmado pelo Papa Alexandre VII como Bispo de Porto Rico. Serviu como bispo de Porto Rico até à sua morte a 4 de abril de 1661.